# Pyrolachnus imbricatus
Pyrolachnus imbricatus är en insektsart. Pyrolachnus imbricatus ingår i släktet Pyrolachnus och familjen långrörsbladlöss. Inga underarter finns listade i Catalogue of Life.